# اختبار الصفحة 99
يُعد اختبار الصفحة 99 طريقة لتقييم عمل قصصي اقترحه الناقد الأدبي فورد مادوكس فورد. اقترح فورد أن يقوم القراء المحتملين بفتح كتاب وقراءة الصفحة 99؛ لاكتساب فكرة عن مدى جودة كتابة العمل وتجنب أي ملخص للغلاف الخلفي أو الصفحات القليلة الأولى، والتي يتم إعطاؤها عادةً اهتمامًا إضافيًا أثناء التحرير وقد لا تعكس جودة الكتاب ككل.